# Musholmane
Musholmane, est une île dans le landskap Sunnhordland du comté de Vestland. Elle appartient administrativement à Lindås.

## Géographie
Rocheuse et couverte d'arbres, à fleur d'eau, située à 11 m de la rive sud de Sandsholmen, elle s'étend sur environ 82 m de longueur pour une largeur approximative de 44 m. 